# Pagar Agung (Tanjung Sakti Pumi)
Pagar Agung is een bestuurslaag in het regentschap Lahat van de provincie Zuid-Sumatra, Indonesië. Pagar Agung telt 155 inwoners (volkstelling 2010).